# IndieWire
IndieWire is een Amerikaanse nieuwswebsite gewijd aan onafhankelijke filmindustrie en dient als referentiebron over dit onderwerp. Het werd opgericht in 1996 en is gewijd aan onafhankelijke films, maar ook aan documentaires en films in vreemde talen, en biedt informatie over de filmindustrie, verslaggeving van festivals en prijsuitreikingen, interviews met filmmakers en recensies van films in de vorm van blogs.

## Geschiedenis
De focus van de site lag voornamelijk op onafhankelijke film, hoewel de dekking is uitgegroeid tot "alle aspecten van Hollywood en de zich uitbreidende werelden van televisie en streaming". IndieWire is sinds 19 januari 2016 onderdeel van Penske Media Corporation. De site heeft tweemaal de Webby Award gewonnen voor de beste site gewijd aan cinema. Hij wordt regelmatig geciteerd door Variety en wordt door Forbes "het hart van de online onafhankelijke filmgemeenschap" genoemd.